# Bonke Innocent
Bonke Innocent (Kaduna, 1996. január 20. –) nigériai válogatott labdarúgó, a francia Lorient középpályása.

## Pályafutása

### Klubcsapatokban
Bonke Innocent a nigériai Kaduna városában született. Az ifjúsági pályafutását a helyi kluboknál kezdte, szerepelt a Younnachi Academy, a Bujoc FC és a Moderate Stars fiatal csapatában is. 
2014-ben mutatkozott be a norvég első osztályban szereplő Lillestrøm felnőtt csapatában. Először a 2014. augusztus 10-ei, Sandnes Ulf elleni mérkőzésen lépett pályára. 2017-ben a svéd Malmö szerződtette le.
2022 januárjában a francia Lorient együtteséhez szerződött. Február 6-án, a Lens ellen 2–0-ra megnyert ligamérkőzésen debütált.

### A válogatottban
Innocent 2021-ben debütált a nigériai válogatottban. Először a 2021. szeptember 7-ei, Zöld-foki Köztársaság elleni VB-selejtezőn lépett pályára.

## Statisztikák
2022. szeptember 16. szerint
| Klub       | Szezon   | Osztály     | Bajnokság | Bajnokság | Kupa  | Kupa | Egyéb | Egyéb | Összesen | Összesen |
| Klub       | Szezon   | Osztály     | Meccs     | Gól       | Meccs | Gól  | Meccs | Gól   | Meccs    | Gól      |
| ---------- | -------- | ----------- | --------- | --------- | ----- | ---- | ----- | ----- | -------- | -------- |
| Lillestrøm | 2014     | Tippeligaen | 1         | 0         | 0     | 0    | —     | —     | 1        | 0        |
| Lillestrøm | 2015     | Tippeligaen | 20        | 0         | 0     | 0    | —     | —     | 20       | 0        |
| Lillestrøm | 2016     | Tippeligaen | 24        | 0         | 0     | 0    | —     | —     | 24       | 0        |
| Lillestrøm | 2017     | Eliteserien | 9         | 0         | 1     | 1    | —     | —     | 10       | 1        |
| Lillestrøm | Összesen | Összesen    | 54        | 0         | 1     | 1    | 0     | 0     | 55       | 1        |
| Malmö      | 2017     | Allsvenskan | 2         | 0         | 1     | 0    | —     | —     | 3        | 0        |
| Malmö      | 2018     | Allsvenskan | 15        | 0         | 0     | 0    | 5     | 0     | 20       | 0        |
| Malmö      | 2019     | Allsvenskan | 11        | 0         | 2     | 0    | 8     | 0     | 21       | 0        |
| Malmö      | 2020     | Allsvenskan | 16        | 0         | 0     | 0    | 1     | 0     | 17       | 0        |
| Malmö      | 2021     | Allsvenskan | 17        | 0         | 0     | 0    | 13    | 0     | 30       | 0        |
| Malmö      | Összesen | Összesen    | 61        | 0         | 3     | 0    | 27    | 0     | 91       | 0        |
| Lorient    | 2021–22  | Ligue 1     | 12        | 0         | 0     | 0    | —     | —     | 12       | 0        |
| Lorient    | 2022–23  | Ligue 1     | 7         | 0         | 0     | 0    | —     | —     | 7        | 0        |
| Lorient    | Összesen | Összesen    | 19        | 0         | 0     | 0    | 0     | 0     | 19       | 0        |
| Összesen   | Összesen | Összesen    | 134       | 0         | 4     | 1    | 27    | 0     | 165      | 1        |

### A válogatottban
| Válogatott | Év       | Pályára lépés | Gól |
| ---------- | -------- | ------------- | --- |
| Nigéria    | 2021     | 2             | 0   |
| Nigéria    | 2022     | 2             | 0   |
| Összesen   | Összesen | 4             | 0   |

## Sikerei, díjai
Malmö
- Allsvenskan
  - Bajnok (2): 2017, 2020, 2021
  - Ezüstérmes (1): 2019

## Fordítás
Ez a szócikk részben vagy egészben  a   Bonke Innocent című angol Wikipédia-szócikk fordításán alapul.  Az eredeti cikk szerkesztőit annak laptörténete sorolja fel. Ez a jelzés csupán a megfogalmazás eredetét és a szerzői jogokat jelzi, nem szolgál a cikkben szereplő információk forrásmegjelöléseként.